# Mélységészlelés
A mélységészlelés vagy más néven távolságészlelés az a vizuális képesség, amellyel a világot három dimenzióban észleljük.
Ennek köszönhetően tudunk pontosan mozogni, felismerni távolságokat, és megfogni bizonyos dolgokat. 
A retinánkon a környezetünkről egy kétdimenziós, fordított állású, kicsinyített kép jelenik meg. Ahhoz, hogy végül mégis három dimenzióban észleljünk, bonyolult, magasabb szintű folyamatokra van szükség. A mélységészlelés képességét már a három hónapos csecsemőknél kimutatták az ún. „vizuális szakadék” módszerével.

## Biológiai térészlelés
A biológiai térészlelés a közvetlen érintkezés, mint a környezet érzékelésének eszköze már növényvilágban is fellelhető. A föld alatt élő kisemlősök, rágcsálók több száz szabályosan elrendezett bajuszszőre az üregek és járatok végigsúrolt faláról képszerű információ továbbítására alkalmas. Nyilvánvaló evolúciós előnyt biztosít, ha egy élőlény képes az őt körülvevő világ egyedeinek távoli érzékelésére is. Erre a környezetet betöltő, a távoli egyed „nyomait” hordozó és egyben mindannyiunkat beágyazó hullámterek közvetlen érzékelése ad lehetőséget. Ilyen hullámtér például a zajok, zörejek, a zenei és egyéb hangok által keltett nyomáshullámok együttese, melyet a kitöltő közeg – levegő vagy víz – közvetít, és melyet általában fülünkkel, de igen nagy hangerők esetében – pl. légkalapács, repülőgép-hajtómű vagy beatkoncert – akár teljes testünkkel, belső szerveinkkel is érzékelünk. Egyes állatfajok, mint a denevér vagy a delfin, képesek a maguk által keltett, igen magas rezgésszámú hang – kiáltás, fütty – visszaverődéseit felfogva nagy pontossággal érzékelni környezetüket. Az elektromágnesség és a gravitáció az a két fizikai jelenség, melynek hullámai nem igényelnek közvetítő közeget, képesek csillapodás nélkül az üres térben – vákuumban – is terjedni. Egyes halfajták képesek maguk körül váltakozó elektromos teret kelteni, melynek torzulásai a környezet „képét” közvetítik számukra. Jól ismertek más „elektromágneses” jelzőképességekkel rendelkező élőlények is, mint például a kaméleonok, tintahalak vagy ráják, melyek színüket változtatják. A szentjánosbogarak, egyes polip- és halfajták még fény kibocsátására is képesek; bár ezt a képességüket nem környezetük észlelésére-érzékelésére használják.

## Távolsági jelzőmozzanatok
A távolsági jelzőmozzanatok a távolság észlelésében vannak segítségünkre, ezáltal meghatározható, hogy egy tárgy hol helyezkedik el a háromdimenziós térben. Kétféle távolság különböztethető meg. Az abszolút távolság a megfigyelő és a tárgy közti távolságra, a relatív távolság pedig két tárgy közötti távolságra utal. A távolsági jelzőmozzanatok közé tartoznak a szemmozgásos, illetve a látási jelzőmozzanatok.

### Szemmozgásos jelzőmozzanatok
Az akkomodáció és a konvergencia – mint szemmozgásos jelzőmozzanatok – fontos szerepet játszanak az észlelő és a tárgy közti távolságról.
- Konvergencia: A két szem által bezárt szöget jelenti. Ez a szög nullára csökken (vagyis a szemek egyenesen előre néznek), ha 6 méterre vagy messzebbre lévő tárgyra nézünk. Tehát a konvergencia ez bizonyos távolságtartományon belül működik.
- Akkomodáció: A szemlencse alkalmazkodását jelenti a tárgy távolságához. Ez azért alakult ki, hogy a különböző távolságban lévő tárgyakról érkező fénysugarak az éleslátás helyére, a foveára vagy más néven a sárgafoltra essenek. Így amikor egy tőlünk messzebb lévő tárgyról érkezik szemünkbe a fény – ahhoz, hogy azt élesen lássuk – a lencsénknek kevésbé kell megtörnie a fényt, mint amikor közeli tárgyat nézünk.

Ez a két jelzőmozzanat általában együtt jár, hiszen amikor egy közeli tárgyat nézünk, akkor szemünk összetart, és a lencse is domborúbb lesz.

### Látási jelzőmozzanatok
Attól függően, hogy a mélység észlelése egy vagy két szemmel is megvalósulhat, megkülönböztetünk monokuláris és binokuláris jelzőmozzanatokat. A monokuláris jelzőmozzanatok segítségével egy szemmel is képesek vagyunk megítélni bizonyos távolságokat, míg a binokuláris jelzőmozzanatokhoz mind a két szemünkre szükség van.

#### Monokuláris jelzőmozzanatok
- Takarás: Az a jelenség, amikor egy tárgy eltakarja, vagy elhomályosítja a másik egy részét. Ilyenkor a részben eltakart tárgyat távolabbinak észleljük. Egy tárgy takart részeinek észlelését amodális kiegészítésnek nevezzük. Az átlátszóság pedig az a speciális eset, amikor egy nem átlátszó tárgy részben eltakar egy másikat, és az eltakart tárgyat a maga teljességében észleljük
- Relatív nagyság: Ha egy képen hasonló, de különböző nagyságú tárgyak látunk, akkor a kisebb tárgyakat fogjuk távolabbinak látni.
- Relatív magassági helyzet: Az egymáshoz hasonló tárgyak közül a horizonthoz közelebbieket fogjuk távolabbinak észlelni.
- Árnyékok/árnyékolás: Ha egy tárgy megakadályozza, hogy valamilyen felszínt közvetlenül érjen a fény, akkor árnyék jön létre. Ha ez az árnyék ugyanarra a tárgyra esik, mint ami a fény útjában áll, akkor ez az önárnyékolás jelensége. Ha viszont ez az árnyék egy másik tárgyra esik, akkor vetített árnyékról van szó.
- Perspektíva: Ahogy távolodunk egy adott dologtól, úgy változik meg a tárgyak illetve felszínek megjelenése.
  - Lineáris perspektíva: A párhuzamos vonalak a távolban összetartónak látszódnak.
  - Levegőperspektíva: A távoli tárgyakat elmosódottabbnak látjuk, mint a közelieket. Ugyanis a fény szóródik, miközben áthalad a levegőn, és ez a szórt fény csökkenti a kontrasztot, és a tárgyak részleteinek tisztaságát.
- Textúragradiens: A felszín textúrája a távolságtól függően változik. Gibson a felületi szemcsézettség fontosságát hangsúlyozta: ahogy a megfigyelő távolodik, úgy csökken a felszín részletezettsége.
- Mozgásparallaxis: Ha a vonaton ülve kinézünk az ablakon, a szemünk által fixált pontnál közelebbi tárgyak ellentétes irányban látjuk mozogni, míg a távolabbi tárgyakat a vonat mozgásirányával azonos irányban, de lassabban látjuk mozogni.

#### Binokuláris jelzőmozzanatok
Mivel a szemek a fej elején találhatóak, és viszonylag közel vannak egymáshoz, ezért a binokuláris látómező átfedéses. A két szem tehát a tárgyakat kissé eltérő nézőpontból szemléli, ezáltal mélységet tudunk észlelni. Ezt a jelenséget a sztereoszkóppal lehet demonstrálni.
Sztereolátás: A binokuláris látás segítségével történő viszonylagos távolságészlelést sztereolátásnak nevezzük. Ez ahhoz is hozzájárul, hogy olyan tárgyakat is lássunk, amelyek  egy szemünk használata esetén láthatatlanok maradnának, illetve lehetővé teszi a távolság nagy pontosságú becslését is.

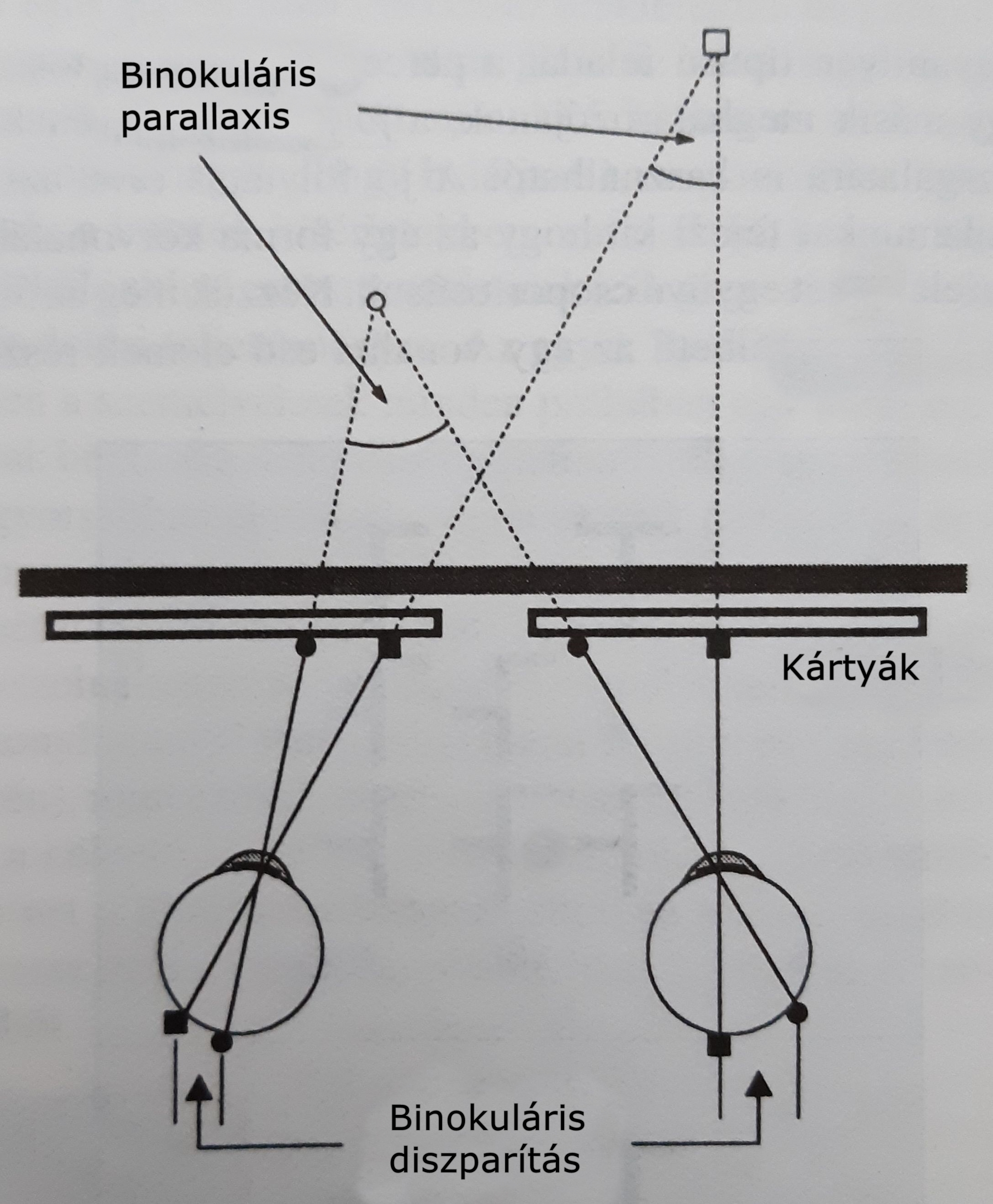
A retinális diszparitás szemléltetése

- Retinális diszparitás: nem más, mint a jobb és bal retinára vetülő képeken a tárgyak távolságának különbségei, mely mélységinformációval szolgál. Minél nagyobb távolságban van a két tárgy leképeződött képe a retinán, annál messzebb van egymástól a valóságban.

Ha a retinán két pont távolsága egyenlő, akkor a dolgok egy síkban vannak, ha pedig eltérő távolságban vannak, akkor különböző síkban helyezkednek el.
- - Keresztezett diszparitás: Akkor jön létre, ha egy tárgy közelebb van, mint amit nézünk.
  - Keresztezetlen diszparitásról akkor beszélünk, ha egy tárgy messzebb van tőlünk, mint a fixált tárgy.

Azt, hogy a megfigyelt tárgy a fixációs pont előtt vagy mögött van, a diszparitás típusa, azt pedig, hogy a tárgyak a mélységben milyen távolságra vannak egymástól, a diszparitás nagysága határozza meg. Amikor két vagy több tárgy ugyanolyan távolságban van az észlelőtől, akkor a tárgyak a látótérben úgy is elhelyezkednek, hogy nincs köztük diszparitás. Ez a horopter jelensége.
Ahhoz, hogy a két retinánkon keletkezett kép jegyeit össze tudjuk párosítani, el kell dönteni, hogy mi alkot egy jegyet. 
Az elképzelés szerint mindkét szem képét külön-külön elemezzük, és aztán a kettőt összerakjuk abból a célból, hogy a felismerhető jegyeket összepárosítsuk. Ez nem teljesen igaz, mert vannak olyan esetek is, amikor sztereoszkopikus mélységet észlelünk olyan sztereogramok alapján is (pl. randompont-sztereogram), amelyek nem tartalmaznak semmilyen felismerhető tárgyat sem.
Randompont-sztereogramot elsőként Julesz Béla (1971) fejlesztette ki. A sztereogram mindkét fele fekete és fehér pontokból áll, és  a két fél azonos, egy dolog kivételével. A sztereogramok egyik felén ugyanis a pontok egy központi részhalmazát oldalirányban több sorral elmozdították. Ez retinális diszparitást eredményez. Mivel ebben a sztereogramban a mintázat teljesen véletlenszerű, ezért ha csak az egyik oldalát nézzük, akkor lehetetlen rájönni arra, hogy melyik területet látjuk majd mélységében, ha két felet egyszerre nézzük. Az agyunk azonban talál illeszkedést a két kép között, amit a véletlenszerű felületek által keltett mélységillúzió is bizonyít. Tehát a randompont-sztereogramok megcáfolják azt a teóriát, amely szerint a sztereolátás a monokulárisan felismerhető formák elemzésén alapszik.
A sztereolátás – más néven sztereopszis – az egyes téri frekvencia-érzékeny csatornákon egymástól függetlenül valósul meg. Ha mindkét szembe csak alacsony, vagy csak magas téri frekvenciás minta érkezik, a sztereopszis megmarad.  Ha viszont az  egyik szembe olyan minta vetül, mely csak magas, a másikba pedig olyat mely csak alacsony téri frekvenciákat tartalmaz, megszűnik ez a téri élményünk.
- Binokuláris versengés: Ha a sztereoszkóp két oldalára teljesen eltérő képeket helyezünk, akkor a binokuláris fúzió helyett binokuláris versengés jelentkezik, azaz a két kép közül egy adott pillanatban csak az egyiket látjuk. Természetes körülmények között ez a jelenség kancsalság esetében jön létre, amikor a szemek koordinációja nem valósul meg.
- Téri vakság (sztereovakság): Ez akkor alakul ki, ha valaki retinális diszparitás alapján nem tud mélységet észlelni. Blakemore igazolta ezt kísérletével macskáknál. Az embereknél az agyban lévő viszonylag kevés binokuláris neuron az oka, és a népesség kb. 5-10%-át érinti.

## Nagyság-távolság invariancia elve
Emmert állította fel ezt az elméletet. Ezen elmélet szerint egy tárgy észlelt távolsága a tárgy észlelt távolságával és a tárgy retinális méretével egyaránt nő. Ez azzal magyarázható, hogy ha egy tárgy távolodik tőlünk, akkor retinális képe kisebb lesz. Ha mindeközben távolsági jelzőmozzanatok jelzik a tárgy távolodását, akkor az észlelt távolság is nő, és így az észlelt méret nagyjából állandó marad.

## Mélységészlelés a művészetben

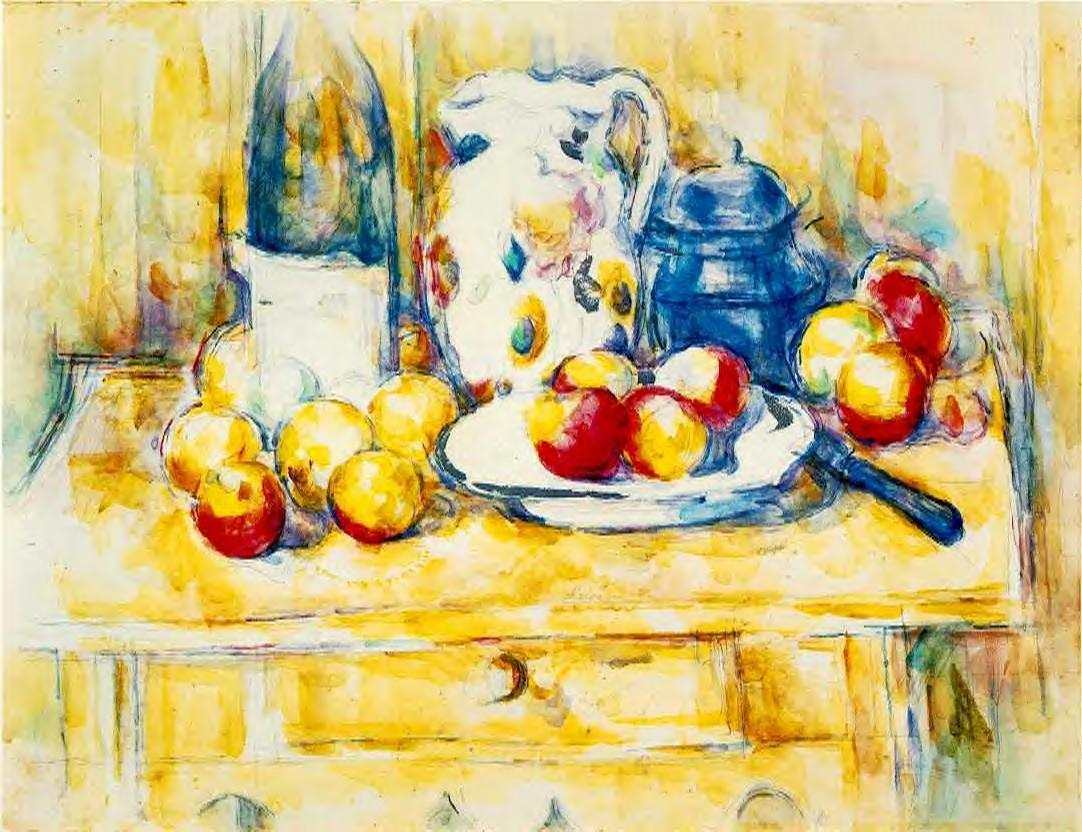
Cézanne csendélet „ehető” almákkal

A fényképek olyan kétdimenziós képek, melyek gyakran illusztrálják a mélység illúzióját. Egyes művészek a különböző jelzőmozzanatokat kihasználva mélységérzetet kreálnak pl. a vásznon. A festményt szemlélő ilyenkor azt érzi, hogy lehetséges volna megragadni az orrot egy Rembrandt-portrén, vagy egy almát egy Cezanne csendéletben, vagy éppen belépni a tájképbe, és sétálni a fák és sziklák között.
A vizuális illúziók is a különböző jelzőmozzanatokon alapulnak, mint pl. az Ames-szoba és a Holdillúzió esetében a méret változásán.

## Fordítás
Ez a szócikk részben vagy egészben  a   depth perception című angol Wikipédia-szócikk ezen változatának fordításán alapul.  Az eredeti cikk szerkesztőit annak laptörténete sorolja fel. Ez a jelzés csupán a megfogalmazás eredetét és a szerzői jogokat jelzi, nem szolgál a cikkben szereplő információk forrásmegjelöléseként.

## Lásd még
- Távolsági jelzőmozzanatok
- Sztereopszis